# Foungbesso
Foungbesso  è una città e sottoprefettura della Costa d'Avorio appartenente al dipartimento di Touba. Conta una popolazione di 18 033 abitanti (censimento 2014).